# Наименьшая из великих держав
«Наименьшая из великих держав» — термин, используемый для концептуализации международного статуса Италии как великой державы. Возник во время объединения страны в конце XIX века, когда Италия была допущена в «концерт держав». В настоящее время Италия участвует в трио ЕС, пятёрке НАТО, G7 и в других международных контактных группах. Италия также является одним из основных спонсоров ООН и ЕС, ведущей страной Кофейного клуба и одним из государств ООН, имеющих первостепенное значение в организациях ООН по предоставлению морских услуг, воздушного транспорта и промышленного развития. Альтернативные термины: «периодически крупная держава» и «малая великая держава».

## Сильные и слабые стороны Италии, как великой державы
Сильные стороны Италии, как великой державы:
- обширная развитая экономика[14][15] (с точки зрения национального богатства, чистого богатства на душу населения и национального ВВП)
- сильная обрабатывающая промышленность (7-е место в списке стран по объёму промышленного производства[16])
- крупный рынок предметов роскоши[17]
- большой национальный бюджет
- третий по величине золотой запас в мире
- одни из крупнейших СДР (платёжные средства)
- право голоса в МВФ[18]
- культурная сверхдержава[19] с тесными связями с остальным католическим миром, поскольку является домом Папы Римского
- ключевой игрок в поддержании международной безопасности, особенно в Средиземноморском регионе,[note 1] воздушная полиция для своих союзников и командующая многонациональными силами в зарубежных странах.
- значительный военный потенциал (два авианосца и несколько зарубежных военных баз)
- Итальянский флот первым осуществил пуск с моря баллистической ракеты средней дальности UGM-27 Polaris (с крейсера «Джузеппе Гарибальди»
- часть программы совместного использования ядерного оружия НАТО, поэтому имеет ядерный потенциал для ответного удара, несмотря на то, что номинально  является безъядерным государством. Имеется две ядерные базы. Согласно Франческо Коссиги, планы ядерного возмездия Италии во время холодной войны заключались в нанесении ударов ядерным оружием по Чехословакии и Венгрии в случае, если Советский Союз начнёт ядерную войну против НАТО[20]. Наличие ядерного оружия США в Италии и возможное присутствие в стране британского и французского ядерного оружия[21]. Италия тайно разработала свою собственную программу создания ядерного оружия, а также программу в сотрудничестве с Францией и Германией, но отказалась от таких проектов, когда присоединилась к программе совместного использования ядерного оружия[22][23]
- Наличие системы ПРО PAAMS[24], космических ракет-носителей, таких как «Альфа» и «Вега».
- под эгидой Европейского космического агентства Италия продемонстрировала вход в атмосферу и посадку космического корабля IXV. В стране построен Космический центр Брольо. Страна вносит крупный вклад вМеждународную космическую станцию.
- локация одного из двух наземных центров глобальной спутниковой навигационной системы «Галилео».

- управление несколькими постоянными исследовательскими станциями в Антарктиде.

Слабые стороны Италии, как великой державы:
- внутренняя политическая нестабильность
- большой государственный долг[англ.][25]
- снижающаяся экономическая производительность[25]
- низкий экономический рост[26] (особенное замедление в последние десять лет)
- значительный социально-экономический разрыв между Центром-Севером и Югом.

## Обзор
После Рисорджименто (объединение Италии) страна была признана «шестой великой державой», другими были Австрия, Пруссия, Франция, Россия и Британская империя. Итальянцы объединились после серии войн против Австрии и Дома Бурбонов (1861 год); Рим стал столицей страны (1871 год). В том же году Италия была принята в союз великих держав как подписавшая Лондонский договор (1871 год) . В 1882 году Италия заключила Тройственный союз с Германией и Австрией. В том же году прибрежный город Асэб на Красном море был захвачен итальянским правительством, став первой заморской территорией Италии.
Италия разгромила Османскую империю в 1911—1912 годах.
Колониальные владения Италии:
- Эритрея (1914 год)
- крупный протекторат в Сомали
- административная власть в бывшей турецкой Ливии
- небольшая концессия в Тяньцзине в Китае (после вмешательства Альянса восьми наций в Боксерское восстание)
- острова Додеканес у побережья Турции.

Австрия перешла в наступление против условий союза, а Италия решила принять участие в Первой мировой войне в качестве основной союзной державы с Францией, Великобританией и Японией. Во время Первой мировой войны Италия оккупировала южную Албанию, чтобы не допустить её перехода к Австро-Венгрии. В 1917 году Италия установила протекторат над Албанией (до 1920 года). Италия разгромила Австрийскую империю при Витторио-Венето (1918 год) и стала одним из постоянных членов исполнительного совета Лиги Наций.
Фашистское правительство Бенито Муссолини (1922 год) стремилось к расширению Итальянской империи и удовлетворению притязаний итальянских ирредентистов. В 1935-36 годах во время второго вторжения в Эфиопию Италия добилась успеха и объединила свое новое завоевание со своими старыми восточноафриканскими колониями. В 1939 году Италия вторглась в Албанию. Во время Второй мировой войны Италия воевала сначала как одна из держав Оси вместе с Германией и Японией (1940—1943), а после перемирия, подписанного с англо-американцами, и последующего немецкого вторжения с возникновением итальянского сопротивления, как Соратник союзников (1943—1945).
После гражданской войны и экономической депрессии, вызванной Второй мировой войной, в Италии случилось экономическое чудо, страна вступила в НАТО и стала активным членом Европейского Союза. В 1950 году Италии было доверено Организацией Объединённых Наций управление Сомалилендом. Когда Сомали стала независимой в 1960 году, восьмидесятилетний опыт колониализма Италии закончился.
На протяжении большей части второй половины XX-го века христианские демократы доминировали в итальянской политике, укрепляя диалог между Востоком и Западом. Италия решила построить тесные отношения с арабским миром и СССР, несмотря на то, что она была частью свободного мира.
В 1962 году премьер-министр Аминторе Фанфани поддержал компромисс между США и Советским Союзом во время кубинского ракетного кризиса, убрав баллистические ракеты «Юпитер» с итальянской земли. В 1970-х годах министр иностранных дел Альдо Моро подписал секретный пакт (известный как Лодо Моро) с ООП.
В 1980-е годы под руководством социалиста Беттино Кракси Италия выступала как агрессивная региональная держава в Средиземноморье. Кракси предупредил Каддафи о бомбардировке Ливии Соединёнными Штатами в 1986 году, что позволило тому пережить атаку. Итальянскими спецслужбами был спланирован государственный переворот в Тунисе, в результате которого Бен Али стал президентом страны.
Джулио Андреотти был последним христианским демократом, занимавшим пост премьер-министра в период с 1989 по 1992 год. Несмотря на неприятие объединения Германии, он стал одним из инициаторов Маастрихтского договора вместе с канцлером Германии Гельмутом Колем и президентом Франции Франсуа Миттераном, по контрасту с Маргарет Тэтчер.

## Комментарии
1. ↑  The concept of Mediterraneo Allargato (Enlarged Mediterranean) includes the Horn of Africa, the Balkans and the MENA region